# Osadnik megera
Osadnik megera (Lasiommata megera) – motyl dzienny z rodziny rusałkowatych.

## Wygląd
Rozpiętość skrzydeł od 36 do 46 mm, dymorfizm płciowy dość wyraźny.

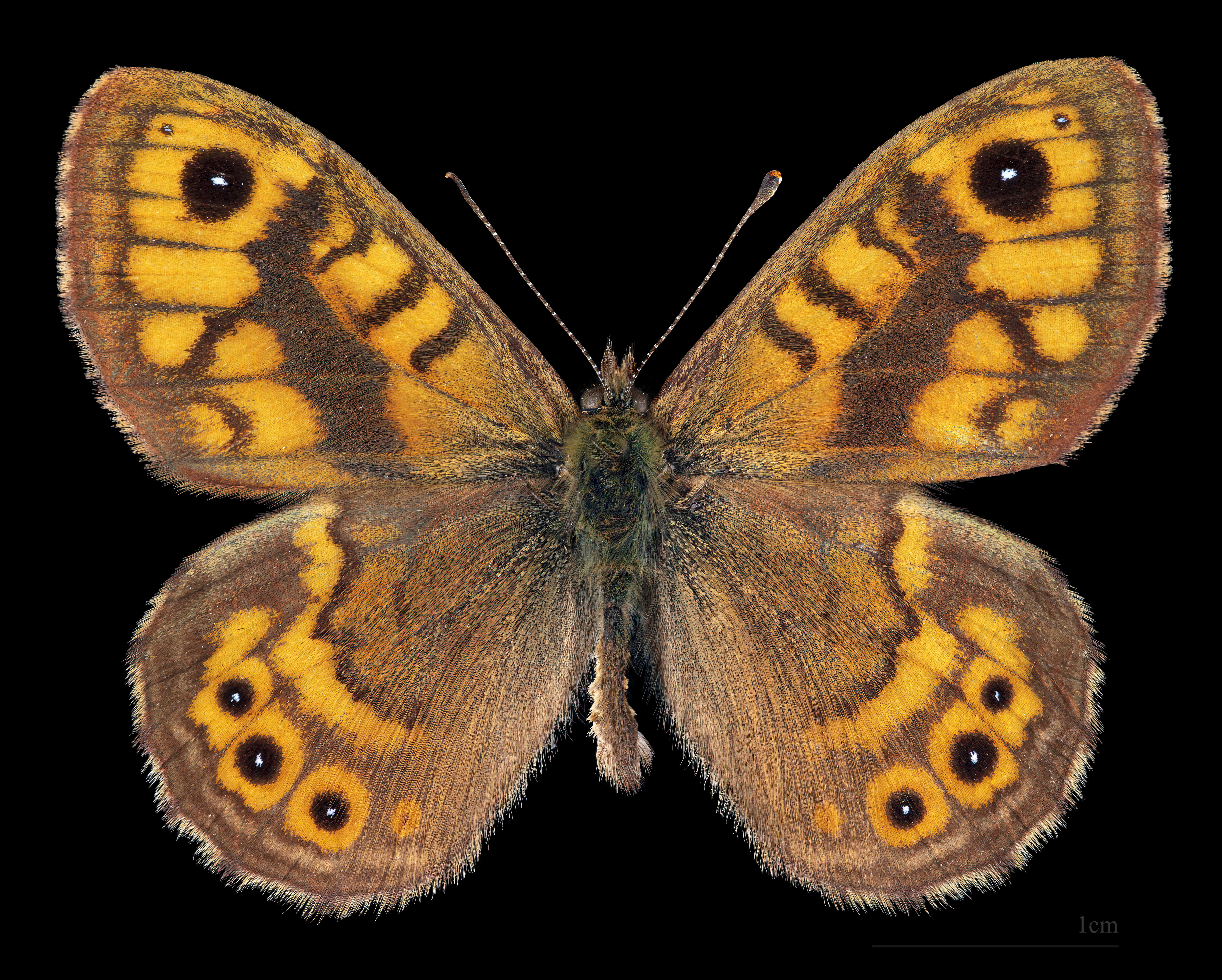
Lasiommata megera megera  ♂
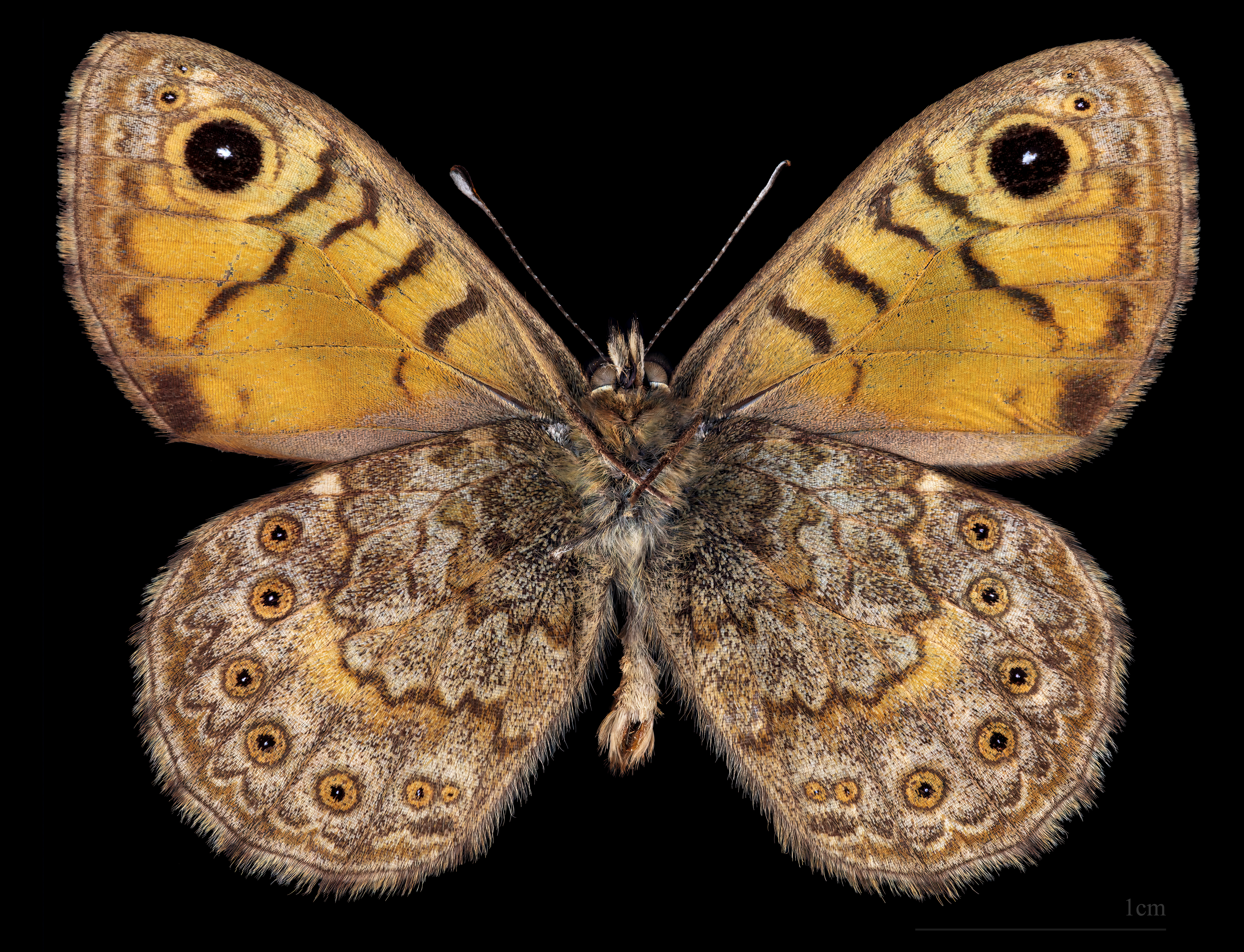
♂ △
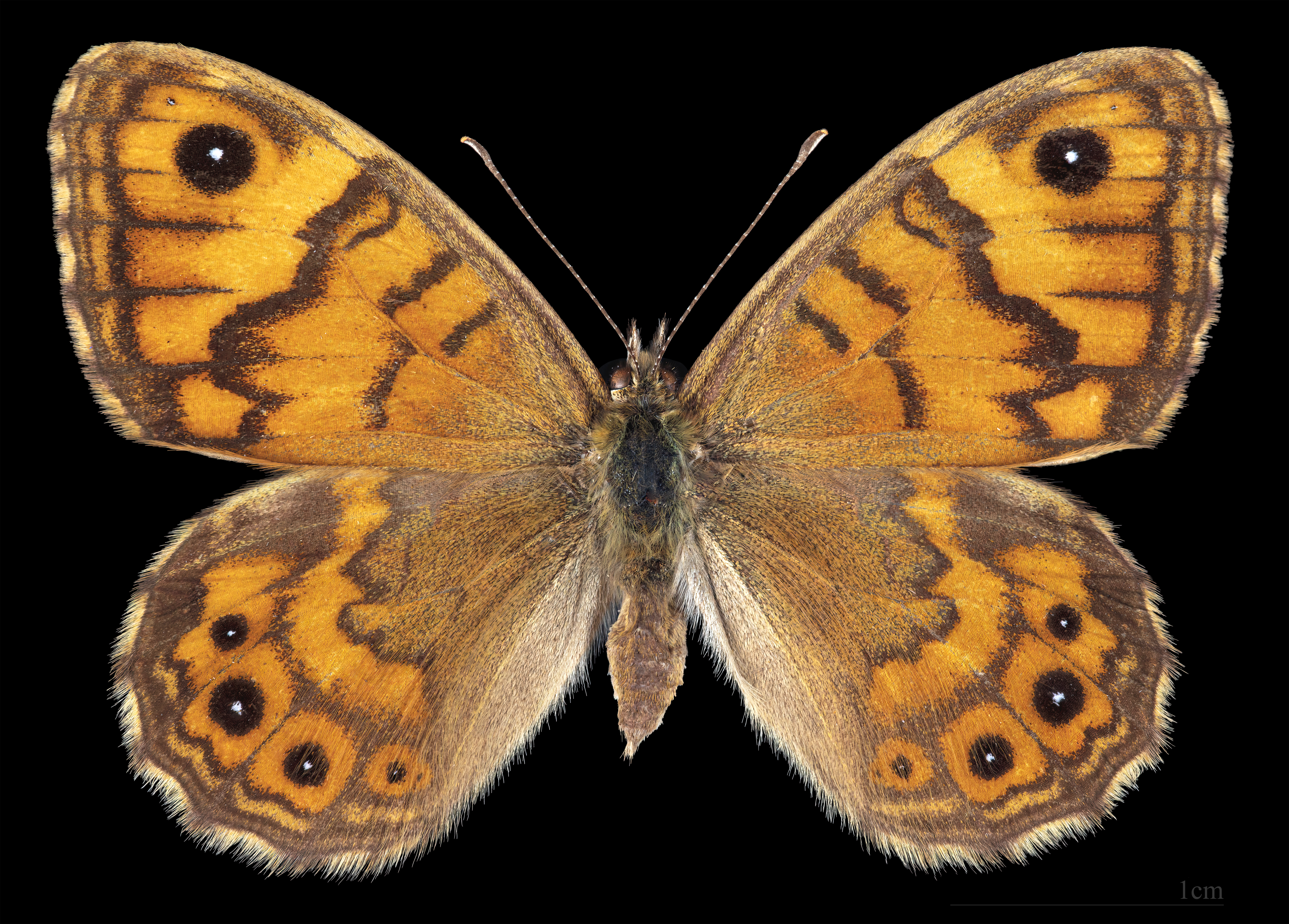
♀
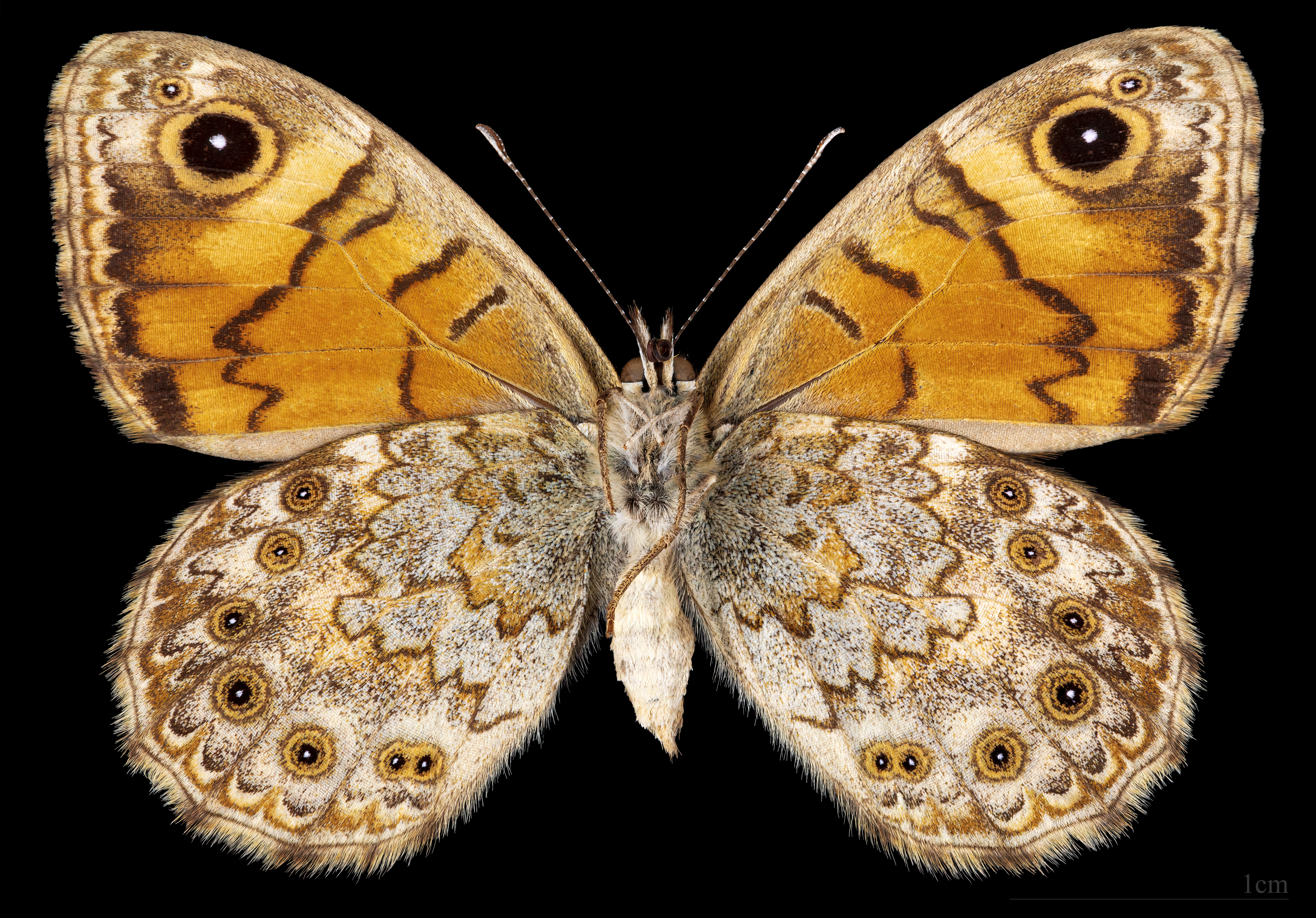
♀ △

## Siedlisko
Tereny otwarte, murawy kserotermiczne, kamieniołomy, przydroża, torowiska, tereny ruderalne, ogrody.

## Biologia i rozwój
Wykształca 2-3 pokolenia w roku (maj-czerwiec, połowa lipca-połowa sierpnia, wrzesień-październik). Rośliny żywicielskie są liczne m.in.: kłosownica pierzasta, kupkówka pospolita, śmiałek pogięty, kłosówka wełnista, kostrzewa owcza. Jaja barwy białawej składane są pojedynczo lub w skupiskach po 3 sztuki na trawach. Larwy wylęgają się po ok. tygodniu, żerują w nocy i szybko się rozwijają. 

## Rozmieszczenie geograficzne
Gatunek zachodniopalearktyczny, w Polsce występuje na terenie całego kraju.